# Begonia angilogensis
Espèce
Begonia angilogensis est une espèce de plantes de la famille des Begoniaceae.
Elle a été décrite en 1925 par Elmer Drew Merrill (1876-1956).

## Répartition géographique
Cette espèce est originaire des Philippines.